# La Liga Filipina

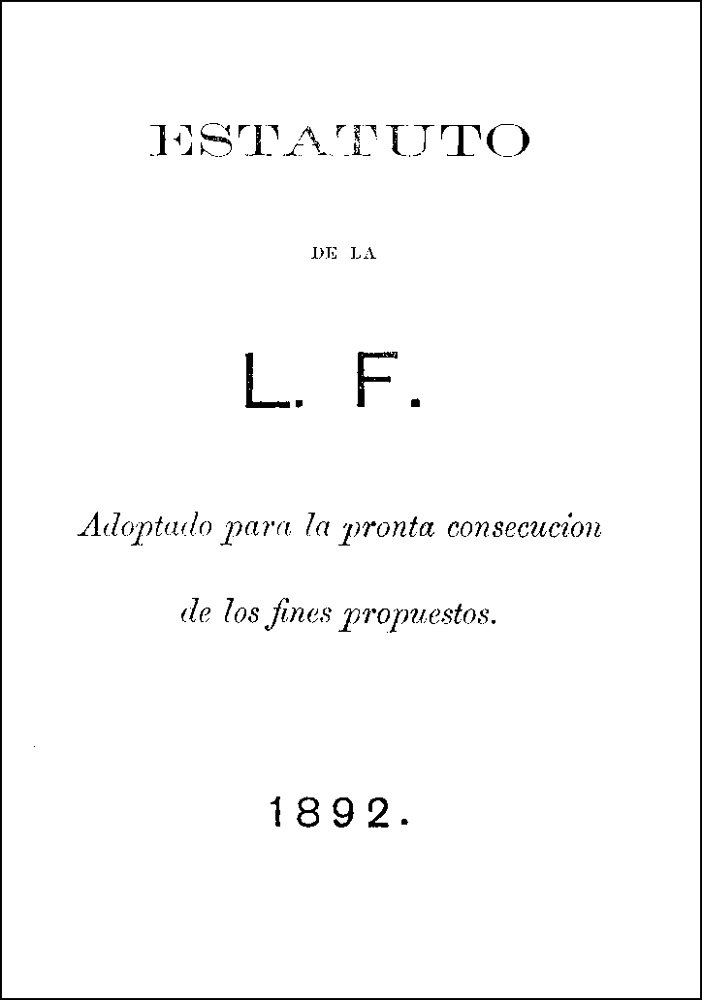
Gründungsurkunde der Liga Filipina

Die La Liga Filipina war eine kurzlebige Organisation philippinischer Nationalisten, die das Ziel hatten, friedlich für die Unabhängigkeit oder zumindest für eine größtmögliche Autonomie der Philippinen von Spanien zu kämpfen. Sie wurde nach dem Vorbild einer Freimaurerloge organisiert. Initiator der Organisation war José Rizal.
José Rizal war führendes Mitglied der Propaganda-Bewegung philippinischer Studenten in Europa und schrieb für deren Zeitung La Solidaridad politische Artikel. Unter anderem forderte er, dass die Philippinen zur spanischen Provinz würden, dass philippinische Sitze im spanischen Parlament (Cortes) geschaffen würden, dass spanische Priester auf den Philippinen durch Einheimische ersetzt würden und dass für alle Einwohner der Philippinen Rede- und Versammlungsfreiheit und Gleichheit vor dem Gesetz gewährt würde. 1892 kehrte er aus Europa auf die Philippinen zurück. Für die Umsetzung seiner Ziele gründete er am 3. Juli 1892 La Liga Filipina. Gründungsort war das Haus von Doroteo Ongjunco in der Ilaya Street 176 in Tondo, ein heutiger Stadtteil von Manila. Zum ersten Präsidenten wurde Ambrosio Salvador gewählt. Agustín de la Rosa wurde zum Finanzsekretär und Bonifacio Arevalo zum Schatzkämmerer gewählt. Weitere Gründungsmitglieder waren Deodato Arellano, Andres Bonifacio, Mamerto Natividad, Domingo Franco, Jose Dizon, Apolinario Mabini, Ambrosio Rianzares Bautista, Marcelino de los Santos, Arcadio del Rosario und José Ramos. 
Kurz nach Bekanntwerden der Gründung der Liga Filipina wurde sie von den spanischen Kolonialbehörden am 6. Juli 1892 schon wieder verboten. José Rizal wurde verhaftet und ins Exil nach Dapitan City geschickt. Nach dem Verbot wurde bereits am 7. Juli 1892 die Nachfolgeorganisation der Liga Filipina gegründet: der Katipunan, der jedoch radikalere Ansichten vertrat. 
Die Ereignisse um die Gründung und das Verbot der Liga Filipina hatten einen großen Einfluss auf die Philippinische Revolution. Die Revolutionäre erkannten jedoch, dass Rizals Ziele illusionär waren, da Spanien kein Interesse zeigte, den Filipinos eine Autonomie zu gewähren. Die grundlegenden Prinzipien der Liga flossen in die Verfassungen der Republik von Biak-na-Bato und der Ersten Philippinischen Republik ein.